# Наґара (Тіба)

35°25′51″ пн. ш. 140°13′37″ сх. д. / 35.43083° пн. ш. 140.22694° сх. д.
Наґара́ (яп. 長柄町, ながらまち, МФА: [nagaɾa mat͡ɕi̥]) — містечко в Японії, в повіті Тьосей префектури Тіба. Станом на 1 жовтня 2008 площа містечка становила 47,20 км². Станом на 1 січня 2009 населення містечка становило 8243 осіб.